# Клитгор, Могенс
Могенс Клитгор (дат. Mogens Klitgaard; 23 августа  1906, Копенгаген – 23 декабря 1945, Орхус) – датский писатель
, политик.
В связи с преждевременной смертью родителей попал в детский дом. Работал садовником в Рёдвиге, параллельно изучая письмо и литературу в вечерней школе. В 1922-1932 годах странствовал по Европе, где, среди прочего, работал уличным торговцем в Стокгольме и посудомойщиком в Марселе. В 1933 году его бродячая жизнь внезапно оборвалась с его госпитализацией туберкулёзом в санаторий Бозерупа, в библиотеке которого он получил возможность обстоятельно познакомиться с современной литературой. Его первые помыслы стать писателем отобразились в работе над научно-фантастическим романом «Глобус безумцев» (De Sindssyges Klode), который, однако, не был опубликован.
Прорыв Клитгора произошёл в 1937 году с социальным романом «В трамвае сидит человек» (Der sidder en Mand i en Sporvogn), и тогда он смог полностью посвятить себя писательству. Роман «Бог делает воздух теплее для стриженных овец» (Gud mildner Luften for de klippede Faar, 1938) показывает поверхностность буржуазии. Исторический роман «Красные перья» (1940), антифашистский «Баллада о Нюторве» (1940).
Член Коммунистической партии Дании. Был секретарём различных антифашистских организаций и комитетов. Во время немецкой оккупации Дании участвовал в Датском движении Сопротивления, скрываясь от преследований в 1940-х бежал в Швецию.
Пережил войну, вернулся домой в Данию, но вскоре умер из-за рецидива туберкулеза в 39-летнем возрасте.

## Избранные сочинения
- Der sidder en mand i en sporvogn , Roman, 1937
- Gud mildner luften for de klippede får',  Roman, 1938, auf deutsch Berlin 1950 und 1954
- Übersetzung von Erzählung Jugend ohne Gott, 1939
- De røde fjer , Roman, 1940
- Ballade paa Nytorv , Roman, 1940, auf deutsch Zürich 1941 und Berlin 1949
- Elly Petersen, Roman, 1941
- Den guddomelige hverdag, Roman, 1942
- Brunkul, Radionovelle, 1946
- De sindssyges klode, Roman, aus dem Nachlaß 1968
- En søndag for to Aar siden, Essay
- Hverdagens musik, Essay, aus dem Nachlaß 1989